# Paneci de Tenos
Paneci (grec antic: Παναίτιος, Panaítios, llatí: Panaetius), fill de Sosímenes, fou un militar natural de Tenos.
Comandava un vaixell que va acompanyar l'armada de Xerxes I de Pèrsia en la seva invasió de Grècia, sembla que obligat, perquè va desertar al camp grec quan en va tenir ocasió, poc abans de la batalla de Salamina, just a temps per donar informació dels plans de la flota persa que coincidien amb el que sabia Aristides, i encara que al principi els grecs no el creien, al final van acceptar les seves informacions.
Mercès a aquesta ajuda, decisiva per la victòria grega, els habitants de Tenos es van incloure en el llistat del trípode dedicat a Delfos al costat de tots el que havien ajudat a destruir les forces bàrbares.